# Habenaria confusa
Habenaria confusa är en orkidéart som beskrevs av Célestin Alfred Cogniaux. Habenaria confusa ingår i släktet Habenaria och familjen orkidéer. Inga underarter finns listade i Catalogue of Life.